# Platon
Platon (Grčki: Πλάτων, Plátōn) (Atena, 428. pr. Kr. ili 427. pr. Kr. - Atena, 347. pr. Kr. ili 348. pr. Kr.) izuzetno utjecajan grčki filozof, idealist, Sokratov učenik, Aristotelov učitelj i osnivač Akademije.
Polazište je njegove filozofije učenje o idejama, koje su jedina prava zbilja, a svijet osjetilnih stvari samo je slika svijeta ideja. Ideje su vječne i nepromjenljive, a osjetna bića su promjenljiva i nesavršena te postoje samo po sudjelovanju u idejama. Među idejama postoji hijerarhijski red. Najviša je ideja dobra koja je istovjetna s božanstvom. Svaka ideja postoji i ima mjesto na hijerarhijskoj ljestvici po većem ili manjem sudjelovanju u ideji dobra. Nasuprot svijetu ideja stoji materija, koja također, kao kaotična, nesređena masa, postoji od vječnosti. Svijet nastaje tako da demijurg oblikuje materiju po uzoru na ideje. Pritom Platon ne tumači u kakvu je odnosu demijurg prema ideji dobra, to jest božanstvu, niti u kakvu su odnosu ideje prema Bogu, čiju opstojnost i glavna svojstva on na razne načine dokazuje, tako da su u njega u začetku već svi dokazi Božje opstojnosti. Čovjek pripada po duši svijetu ideja, a po tijelu prolaznom svijetu materije. Budući da je duša postojala i prije ovog života u tijelu, kamo je došla po kazni, spoznaja je tek sjećanje, koje je to uspješnije što se duša krjeposnim životom više oslobađa utjecaja tijela. Nakon smrti tijela, ona nastavlja živjeti u svijetu ideja.

## Životopis
Platon je rođen u Ateni 21. svibnja 428. ili 427. pr. Kr.   Porijeklom je iz dobrostojeće aristokratske obitelji, koja svoje porijeklo navodno vuče od starih atenskih kraljeva; također je bio u bližem srodstvu s utjecajnim političarom Kritijom.  Platonov otac, Ariston, umro je dok je ovaj bio još dječak, a majka Periktiona se udala za svog ujaka Pirilampa, koji je bio blizak s Periklom.
Platonovo pravo ime je Aristokle, a Platon (što znači širok) je nadimak o čijem izvoru postoji više teorija: moguće je da se odnosi na njegovu tjelesnu građu (bavio se hrvanjem), širinu čela ili na širinu njegova znanja.  Kao dobrostojeći aristokrat, prošao vrlo opsežno školovanje, te se upoznao s djelima mnogih grčkih filozofa, koja su ostavila velik utjecaj na njegova vlastita shvaćanja.  Korijeni Platonovog idealizma mogu se pronaći kod pitagorejskog razlikovanja pojavnih stvari i brojeva kao nečeg pojmovnog, te kod Sokratovog shvaćanja pojma kao onog općeg.  Gnoseologija mu je slična heraklitskoj i elejskoj, dok mu je etika sokratovska.  
Sokrat je bio stari prijatelj Platonove obitelji, a njega je poučavao posljednjih devet godina svojeg života.  Sokratova osuda i smrt ostavile su velik utjecaj na Platonovu ličnost i daljnja razmišljanja.  Iako se u mladosti aktivno zanimao za politiku, te bi vjerojatno postao političarom u skladu s obiteljskom tradicijom, postupak demokratske vlasti prema Sokratu ogorčio ga je, te se odlučio kloniti neposrednog sudjelovanja u političkom životu polisa i posvetiti se filozofiji.  Politička i etička pitanja ipak su mu ostala u središtu filozofskog interesa.  Postoji mišljenje da je cilj njegovih političkih promišljanja bilo stvaranje države u kojoj se ne bi mogla dogoditi nepravda kakvu je Sokrat doživio.  Nakon Sokratove smrti Platon je zajedno s nekim drugim filozofima, pobjegao u Megaru, a zatim je proveo dvanaest godina putujući u Egipat, na Siciliju i Apeninski poluotok.  U Atenu se vratio u dobi od 40 godina, da bi osnovao Akademiju.  
U Ateni je ostao do 367., kada je na poziv svog prijatelja i štovatelja Diona, otputovao na Siciliju, kako bi pokušao neke svoje političke ideje provesti u praksu.  Dion je bio rođak novog kralja Sirakuze, Dionizija II., koji nije imao nikakvog političkog iskustva, pa je Dion sebi prigrabio stvarnu vlast nad državom.  Platonova zadaća bila je obrazovati Dionizija kako bi postao dobar vladar.  No mladić nije imao volje za duljim školovanjem, pa je nakon nekog vremena protjerao i Platona i Diona.  361. Platon se opet vratio na Siciliju, no napori mu opet nisu urodili plodom, te se sljedeće godine konačno vratio u Atenu.  Dion je kasnije nasilno preuzeo vlast u Sirakuzi, no zbog samovolje je ubijen, a slaba grčka kolonija je ubrzo pala pod vlast Kartage.  Platon se od tada posvetio pisanju i poučavanju u Akademiji.

## Akademija
387., po povratku u Atenu, Platon je osnovao vlastitu filozofsku školu u Akademovu vrtu, gaju masline nedaleko od grada.  Porijeklo njegovog imena nije potpuno sigurno: po nekima je Akadem bio prijašnji vlasnik zemljišta, dok drugi smatraju da je to ime legendarnog grčkog junaka.  Za Atenjane i druge Grke to je zemljište bilo sveto; Spartanci su ga također poštedjeli za vrijeme invazije i pustošenja Atike.  
Akademija je bila jedna od prvih organiziranih škola u povijesti Zapadne civilizacije, a radila je sve do 529., kada ju je bizantski car Justinijan I. dao zatvoriti kao prijetnju kršćanskoj misli.  Detalji oko ustrojstva Akademije nisu poznati, no u nekim stvarima je nalikovala na pitagorejske škole koje je Platon upoznao za boravka u Italiji.  Poučavalo se aritmetici, planimetriji, trigonometriji, astronomiji i glazbi.  Velika važnost se pridavala matematici; navodno je na ulazu stajao natpis: "Vi koji ne volite geometriju, ne ulazite!".  Glavni cilj školovanja u Akademiji bilo je udaljavanje učenika od promjenjivosti pojavnog svijeta i usmjeravanje na bitak, na shvaćanje općih podataka i zakonitosti, osposobljavanje za kritičko i razumsko mišljenje.  Za razliku od sofističkih škola, Akademija nije težila poučavanju u praktičnim stvarima.  Školovanje u Akademiji je trajalo deset godina, a učenici su sami morali snositi neke troškove održavanja.  Pohađali su predavanja, seminare i diskusijske grupe, a na raspolaganju im je bila knjižnica i znanstveni pribor.  U Akademiji su se školovali mnogi ugledni intelektualci, od kojih je najpoznatiji bio Aristotel. 
Tradicija Akademije je donekle prisutna i u današnjem školstvu; razumijevanje općih zakonitosti i razvijanje sposobnosti kritičkog mišljenja u učenika, cilj je većine obrazovnih ustanova.  Osim toga, naziv akademija se i danas koristi u imenima najviših znanstvenih ustanova nekih država.

## Ontologija
Bit Platonova učenja čini njegovo idealističko i dualističko tumačenje svijeta. On govori da su ideje izvor, uzrok i uzor svega što postoji. Za njega je pravi, vječni i nepromjenljivi svijet, svijet ideja. Platon je u mladosti bio u dvojbi, kako promatrati svijet: Kao nešto što se mijenja, što je bila filozofija Heraklita ili nešto je, što je filozofija Parmenias, koji je rekao : "Biti je, a Nebiti nije", i iz te dvojbe, je došao na tu teoriju. 
Govorio je da ovaj vidljivi, osjetilni, materijalni svijet promjenljiv, varljiv i prolazan. On je sjena, odraz, kopija svijeta ideja. Ideje predstavljaju opće zakone, ideale na koje se ugledaju pojedinačne stvari. Tumačio je da su ideje u svijetu ideja hijerarhijski poredane. Vrhunska je ideja dobra a prema njoj teže sve ideje. Ona znači za svijet ideja ono što za materijalni svijet znači Sunce. Za njega je i čovjekova duša ideja. Ona je u tijelu kao u ropstvu, pa jedva čeka da se vrati u svijet ideja gdje je boravila prije ulaska u tijelo. Kazna za loše duše je reinkarnacija u tijelu neke životinje. Platon nije poštovao umjetnost jer je umjetnost vidio kao reprodukciju ovog svijeta, a s obzirom na to da je ovaj svijet sjena svijeta ideja, umjetnost je sjena sjene. Zato je visoko uzdizao ideju lijepog, koju je povezivao s ljubavlju, a ne s umjetnošću.
Njegova teorija može se objasniti i sa sljedećim primjerom:
Po Platonovom razumijevanju može se govoriti o 3 kuće:
Prva je ideja kuće, koja je illegibilna, pa kuća, koji zidar sagradi, koja je sensibilna, te kuća, koju umjetnik nacrta na platnu. Prva kuća je model za drugu, a druga za treću. Mi živimo na drugoj razini. Tako se može reći za svaku stvar. Za svaku stvar postoji ideja.

## Učenje o duši
Drevno dualističko vjerovanje koje razlikuje čovjekovu dušu od njegova tijela, odnosno propadljivo i vidljivo u tijelu, te besmrtno i nevidljivo u ljudskoj duši, u staroj Grčkoj je dobilo svoj glavni epilog i to u Platonovu dijalogu Fedon. Platon je u svome dijalogu Fedon preko Sokrata iznio argumente koje govore u prilog tome da čovjek nakon svoje smrti ne prestaje postojati, odnosno on nastavlja živjeti gdje je i prije boravio, a to je u svijetu vječnih ideja. U dijalogu Fedon iznesena su četiri argumenta koji govore u prilog tome da je duša postojala prije našega tijela, te da će zbog svoje prirode koja je besmrtna, nastaviti postojati i poslije naše tjelesne smrti. Ovdje valja napomenuti da Platon pod dušom misli na čovječju osobnost, tj. ono što čini čovjeka kakvim jest, a ne njegovo promjenjivo tijelo.
1. Ciklički argument
Sve u prirodi nastaje iz suprotnog cikličkog procesa, a primjer koji je Platon u liku Sokrata naveo jest budnost i spavanje. Jedno nastaje iz drugoga te čini njihovu cjelovitost, pa kao što spavanje nastaje iz budnosti, te budnost nastaje iz sna; suprotnosti toplo i hladno, malo i veliko, te jedno nastaje iz drugoga; tako je život i smrt suprotnost, te netko kad umre ne može jednostavno nestati nego se mora ponovno roditi i nadopuniti ciklički proces djelovanja suprotnosti u svijetu na temelju pricipa seobe duša, vjerovanje koje je Platon nasljedio od pitagorejaca.
2. Nauk o prisjećanju
U Platonovu dijalogu Menon zapažamo učenje o predegzistenciji duše ispitivanjem roba (Menon) o geometriji. Sokrat ispitivanjem Menona nastoji dokazati da se znanje stječe prisjećanjem. Sve znanje koje mi imamo je u nama, samo ga moramo majeutikom otkriti. Platon smatra da je duša bila prije našega rođenja u svijetu ideja koji je jedini pravi svijet i kao takav sadrži istinu i pravu spoznaju zbiljnosti, naša duša je od tu došla u naše tijelo gdje je izgubila znanje koje je posjedovala. Duša to znanje može vratiti i to prisjećanjem (takvo se učenje zove anamneza), odnosno umnim zrenjem gdje se nastoji prisjetiti znanja koje je posjedovala dok je prebivala u svijetu ideja. Ovim dijalogom Platon jamačno prvi put u povijesti filozofije iznosi na vidjelo apriorno obilježavanje naše spoznaje.
3. Odnosni argument
Platonova argumentacija u trećemu argumentu otkriva i njegov ontološki prikaz svijeta u kojemu Sokrat nastoji objasniti da postoje dvije vrste bića: jedno je vidljivo, a drugo nevidljivo; vidljivo bi predstavljalo propadljiv i promjenjiv svijet, dok bi nevidljiv bitak bio nepromjenjiv i nepropadljiv. Sokrat uspoređuje ljudsko tijelo kao vidljivo, a s tim i propadljivo, dok ljudsku dušu vidi kao nevidljivu i nepromjenjivu supstancu koja nakon smrti tijela nastavlja svoj život. Ako našu spoznaju temeljimo na tjelesnim osjetilima, ona neće biti pouzdana, jer su naša osjetila varljiva i promatraju sjenu bitka, tek kada duša spoznaje svijet pomoću same sebe - umnim zrenjem, ona bude istovjetna s vječnim i nevidljivom bitkom, a to se može ostvariti jedino životom filozofa. Platon u ovome argumentu nastoji donijeti sami život kao primjer vječnosti, gdje moralan život u skladu s najvećom idejom, a to je ideja Dobra, postiže sintezu s njom i nastoji okusiti život vječni. Ako se duša razdvoji od tijela za vrijeme smrti okovana tjelesnim užitcima, ona će i dalje biti opterećena tjelesnošću, tu Platon naglašava da besmrtnost duše nije apsolutno za svakoga, nego ovisi o životu osobe koja je živjela, te vrijednostima koje je cijenila za vrijeme svoga življenja. Platonov nauk o duši želi istaknuti i njegovu čežnju za pravednošću kao idejom i objektivnom stvarnošću.
4. Duša kao princip života
Nakon rasprave Sokrata s tebancima Simijom i Kebetom, te njihove početne sumnje i prihvaćanja predegzistencije, u dijalog dolazi posljednji argument koji zaključuje Fedon kao djelo. Platon nastoji ovdje pridobiti sugovornike da uz pomoć duše kao ideje, tj. njene naravi kao takve zaključi besmrtnosti samoga čovjeka; te nastoji odvojiti dvije suprotnosti život i smrt, jer kao što se sam svijet sastoji od suprotnosti i te suprotnosti se međusobno preklapaju; ne mogu biti zajedno u istome, kao što ne može nešto biti hladno i toplo u isto vrijeme, tako ne može jedna osoba biti živa i mrtva u isto vrijeme. Život je posljedica utjelovljenja duše u ljudsko tijelo, koje nakon nekog vremena propada, duša je ona supstanca koja tijelu daje živost.(grč. psyche, lat. anima) Kao takva, duša je utjelovljenje života te zbog toga i sama suprotnost smrti, koja je uništenje istoga i kao takvo jedno je ne spojivo s drugim. Duša je dakle besmrtna.

## Gnoseologijaiepistemologija
Platonovo učenje o spoznaji zasniva se na njegovom idealističkom tumačenju svijeta. Ona je, prije svega, racionalistička, jer svijet ideja jedino mišljenjem možemo spoznati. Materijalni svijet spoznajemo osjetilima, ali to nije prava spoznaja. Jasno, treba napomenuti kako Platonovu epistemologiju mi teško možemo odvojiti od njegove onotologije. Iako raniji stadiji Platonove epistemologije doista predstavljaju oblike čistog epistemološkog učenja, konačni stadij iste neminovno uključuje poznavanje Platonovog objektivnog idealizma, jer bi bez poznavanja iste razumijevanje posljednjeg stadija njegovog epistemološkog učenja bilo gotovo nemoguće. 
Osnovu svoje teorije spoznaje, Platon iznosi u svojim dijalozima Theaitet (Theetet), u kojem donosi negativni osvrt na gnoseološka učenja sofista i kritiku njihovog relativizma, i u Državi (Politeia), svom najznačajnijem dijalogu u kojem jasno razlaže pozitivno stranu svog epistemološkog učenja i donosi osnovni pregled i sintezu svoje epistemologije. 
U Theaitetu mi susrećemo mladog matematičara, Theaiteta koji dolazi kod Sokrata (koji je glavni lik gotovo svih Platonovih dijaloga, preko kojega je Platon jasno razložio svoja, ali i Sokratova, stajališta) kako bi s njim raspravio što je to znanje. Sokrat pristaje na raspravi i, odlučujući primijeniti nečela majeutike, priupita Theaiteta što je to znanje. Mladi matematičar započinje s nabrajanjem pojmova i podataka koje poznaje iz područja matematike, trigonometrije i aritmetike, no Sokrat ga ubrzo prekida. Kaže mu kako ga nije pitao što se sve zna (treba jasno uočiti kako je Sokrat poopćio podatke koje je Theaitet iznio i pretvorio ih u pojmovno, opće i stalno znanje kakvo je sam zastupao), već što je to znanje. Dok Theaitet razmišlja o odgovoru, rasprava i Sokratova metoda započinju i odvijaju se na četiri razine preko kojih dolazimo do konačne sinteze Platonove epistemologije: 
1. Znanje nije čulno opažanje
Kao odgovor na Sokratovo pitanje što je to znanje, Theaitet daje odgovor da je znanje čulno opažanje. Sokrat se ne slaže s mladim znanstvenikom, ali dosljedno primjenjuje svoju metodu kako bi Theaiteta doveo do toga da sam spozna svoju grešku. Prije nego otvara daljnju raspravu, Sokrat konstatira kako znanje mora, nužno, biti spoznaja onoga što jest, odnosno onoga što je stalno, nepromjenjivo i vremenski i prostorno neovisno - što vrijedi svugdje i svagda. Nakon što se njegov sugovornik složi, Sokrat započinje s ironiziranjem njegove definicije znanja kako bi mladom Theaitetu otvorio put ka pravoj spoznaji. Treba prije toga spomenuti kako se Platon slagao s Heraklitom po pitanju bivanja, ali samo u aspektu svijeta materija. Platon doista nije negirao kako su promjene i prelaženja iz jednog oblika u drugi u materijalnom svijetu sasvim normalne i uobičajene pojave koje čovjek može čulno spoznati, no slaganje s Heraklitvom prestalo je u onom trenutku u kojem Platon raspravlja o svijetu ideja kao svom osnovnom ontološkom konceptu. Dakle, nastavljajući raspravu Sokrat dovodi u pitanje Theaitetovu tezu o znanju kao čulnom opažanju, koristeći upravo Heraklita kao osnovni dokaz. Ako se svijet materije bazira na bivanju, odnosno na izvjesnim promjena koje vidimo u ovom ili onom obliku (bilo da jedan predmet vidimo sivim ili bijelim, ili jednoj, odnosno drugoj nijansi neke boje ili pak da papir vidimo u njegovoj početnoj ili nekakvoj kasnijoj, promijenjenoj formi), on je automatski subjektivan, relativan i zaseban za svakog pojedinca. Moja perepcija, odnosno čulno opažanje, vrijedi samo za mene kao takvo i ono postaje i vrijedi kao istina samo za mene, dok percepcija onog drugog vrijedi samo za njega. No, takvo je gledište evidentno relativno i podržava sofističku tezu s kojom se ni Sokrat ni Platon nisu slagali. Prema tome, čulno opažanje kao relativna i subjektivna pojava nikako ne može biti pravo znanje, koje mora biti objektivno i valjano za sve koji ga spoznaju. Ako se polazi od teze da je znanje spoznaja općeg, odnosno onoga što jest, nastavlja s tezom da je znanje čulno opažanje, a završava s tezom da je čulno opažanje subjektivno i relativno, ispalo bi (koristeći logičku metodu dedukcije) je ono što jest relativno i subjektivno, a kao takvo nikako ne može biti predmet znanja. To, naravno, ne znači da je koncpepcija bitka kao nepromjenjive pojave kriva, već kako je Theaitetova osnovna postavka o znanju kao čulnom opažanju neispravna i mora se mijenjati.
2. Znanje nije istinito vjerovanje, odnosno uvjerenje

3. Znanje nije naprosto istinito vjerovanje i povrh toga "razjašnjenje"

4. Istinsko znanje

U teoriju spoznaje Platon uključuje i svoju "teoriju sjećanja". Govorio je da metodom dijalektike, dijaloga trebamo potaknuti dušu na sjećanje na svijet ideja u kome je boravila prije ulaska u tijelo. Zbog toga u ovom svijetu ne spoznajemo ništa novo - to je samo sjećanje.

### Alegorija pećine
Također, tvrdio je da u materijalnom svijetu vidimo samo sjene svijeta ideja. To je Platon opisao u svojoj poznatoj slici spilje u djelu Država. Naime, Platon je opisao čovječanstvo kao skupinu ljudi u mračnoj spilji. Iza njih je otvor iz kojeg dolazi svjetlost. Ta svjetlost baca sjene na zid u koji ljudi gledaju. Kako vani ljudi možda nose neke stvari (kutije, na primjer), sjene koje su na zidu daju ljudima pogrešan dojam o vanjskom svijetu - ljudi s kockastom glavom (nepoznavanje svijeta ideja). Ponekad se netko iz skupine odvoji i izađe iz spilje, međutim, jaka svjetlost ih zaslijepi (zbog tame u kojoj su živjeli) i oni u strahu trče nazad u spilju.

## Etikaipolitika
Po Platonu etički ideal je postići vrlinu, koja se zasniva na znanju. To je težnja k ideji dobra kao vrhunskoj vrijednosti. Dobra ideja se ne može ostvariti samo u pojedincu nego istovremeno u zajednici, odnosno u državi.
Njegovo etičko učenje je povezano s učenjem o idealnoj državi, koje je iznio u dijalogu Država. Idealna država se zasniva na ostvarenju ideje pravednosti: u njoj svaki priipadnik staleža radi posao za koji je sposoban.
Staleži u državi su:
1. Stalež proizvođača (zanatlije i zemljoradnici)
2. Vojnici koji brane državu - vrlina hrabrosti
3. Filozofi - vladari koji svojom mudrošću vode državu.

Glavni cilj države je dobrobit i sreća svih građana, a glavna funkcija je njihov odgoj.  
Upitno je koliko je Platon bio ozbiljan u svojim idejama o savršenoj državi.  Politički stavovi koje iznosi u svojim kasnijim spisima se razlikuju od onih u Državi, a i sam se okrenuo realnijim rješenjima kada se našao u prilici da uređuje vladavinu na Siciliji.

## Djela
Platon je jedini antički filozof čija su djela sačuvana gotovo u cijelosti.  Pisao je epigrame i pisma (čija je autentičnost upitna), ali najvažniji izvor podataka su njegovi dijalozi.  U njima je u obliku razgovora iznio suprotstavljena mišljenja svojega vremena.  Dijalozi su stilski na vrlo visokoj razini i govore o Platonu, ne samo kao o velikom filozofu, nego i o velikom piscu.
Čest lik u dijalozima je Sokrat.  Zbog toga je nejasno što od iznesenih razmišljanja pripada Sokratu, a što Platonu.  Ovo je teško odrediti jer sam Sokrat nije zapisivao ništa od svojih učenja, a nedvojbeno je da je imao velik utjecaj na mladog Platona.  Pretpostavlja se da su mnoge ideje iznesene u ranim spisima zapravo posuđene od Sokrata.
Filozofska pitanja Platon nije iznosio sustavno, nego ih je ponavljao i provlačio kroz različite dijaloge: tako u svojem najpoznatijem dijalogu, Državi, govori o pitanjima onotologije, gnoseologije, politke, etike i estetike.  Svoja učenja je razvijao tokom cijelog života tako da i dijaloge možemo razvrstati u četiri skupine, ovisno u kojoj su fazi nastali: tako razlikujemo spise sokratskog doba, prijelaznog, zrelog i kasnog doba.

### Spisi sokratske faze
- Apologija - Obrana Sokratova
- Kriton – o poslušnosti zakonima
- Protagora o vrlinama
- Ion – o pjesništvu
- Lahet – o hrabrosti
- Lisid – o prijateljstvu
- Harmid – o razboritosti
- Eutifron – o pobožnosti
- Država – prva knjiga

### Spisi prijelaznog doba
- Gorgija – protiv retorike
- Menon – teorija sjećanja
- Eutidem – o sofizmima
- Hipija Manji – o pjesništvu
- Kratil – o filologiji
- Hipija Veći – o pojmu lijepoga - upitna autentičnost
- Meneksen – o retorici

### Spisi zrelog doba
- Simpozij ili Gozba – o ljubavi
- Fedon – o besmrtnosti duše
- Fedar – o podijeli duše
- Država – devet knjiga
- Teetet – o znanju
- Parmenid – o dijalektici

### Spisi kasnog doba
- Sofist – o biću i ne-biću
- Državnik – nastavak Države
- Fileb – o nasladi
- Zakoni – o reformi države
- Timej – o kosmosu
- Kritija – o političkim pitanjima

## Citati

### Platonovi
- Postoji samo jedno dobro, a to je znanje, i jedno zlo, a to je neznanje.
- Samo su mrtvi vidjeli kraj rata.
- Znanje koje imamo je samo mrvica onoga što nemamo.
- Razborit čovjek mora dizati svoj glas ako mu se čini da se državom loše upravlja, ali samo onda ako mu ne prijeti smrt.

### O Platonu
- Drag mi je Platon, ali mi je draža istina. (Aristotel)
- Jedan od najljepših poklona koje nam je sudbina sačuvala iz starog doba jesu, bez sumnje, Platonova djela. (Hegel)

## Unutarnje poveznice
- Filozofija
- Sokrat
- Aristotel

## Vanjske poveznice
- Arhivirana inačica izvorne stranice od 18. veljače 2020. (Wayback Machine) na Projektu Gutenberg
- Platonova djela